# От българско по-българско
„От българско по-българско“ е телевизионно предаване на телевизия СКАТ с водещ Галя Асенова, което започва своето излъчване на 28 януари 2006 година. Първият водещ на предаването е народният певец Манол Михайлов, който води от 2001 до 2006.
Предаването си поставя за цел да възражда народните песни, музика и танци от различните краища на България, наред с шарената музикално-вокална и хореографска палитра.

## Гостувания
На 20 декември 2008 година в програмата на предаването са съставите на читалището от село Калояновец. Представена е групата за автентичен фолклор, групата за обработен фолклор, детския танцов състав и коледарската група, която по-късно коледува из село.